# Dios los cría (película de 1977)
Dios los cría es una película de comedia, drama y romance mexicana de 1977, dirigida por Federico Curiel y protagonizada por Vicente Fernández, Lorenzo de Monteclaro, Alicia Encinas y Mónica Prado.

## Trama
Vicente y Lorenzo se conocen en la carretera a raíz de que Lorenzo le salva la vida y se hacen amigos. Vicente para devolver el favor que le hizo, Lorenzo le pide que se haga pasar por su hermano y engañar a la rubia Guadalupe para así poder cobrar una gran herencia.

## Reparto
- Vicente Fernández como Vicente
- Lorenzo de Monteclaro como Lorenzo
- Alicia Encinas como Guadalupe "Lupita"
- Mónica Prado como Patricia
- Carlos Riquelme como Don Ramón
- María Salomé como Esposa de Mecánico
- Alberto Inzúa
- Anaís de Melo
- Ana María de Panamá como Lucrecia
- Álvaro Curiel como Child
- Guillermo Ayala como Gilberto (Mecánico) (no acreditada)
- Rogelio Brambila como Rogelio (cantinero) (no acreditado)
- Carmelina Encinas como Raquel (no acreditada)
- María Elena García como Sra. Malena (no acreditado)
- Federico González como Don Pedro (no acreditado)
- Margarita Narváez como Doña Chonita (no acreditada)
- Ángela Rodríguez como Mujer pellizcada en fiesta (no acreditada)

## Banda sonora
- «El Ausente», interpretada por Lorenzo de Monteclaro y escrita por Felipe Valdés Leal
- «Atotonilco», interpretada por Vicente Fernández y Lorenzo de Monteclaro y escrita por Juan José Espinoza Guevara
- «Entre suspiro y suspiro», interpretada por Vicente Fernández y escrita por Felipe Valdés Leal